# ایگور مایسن
ایگور مایسن (به انگلیسی: Igor Majcen) (زادهٔ ۲۴ اوت ۱۹۶۹) شناگر اهل اسلوونی است.